# Ziba cernohorskyi
Ziba cernohorskyi is een slakkensoort uit de familie van de Mitridae. De wetenschappelijke naam van de soort is voor het eerst geldig gepubliceerd in 1975 door Rehder & Wilson.